# Елкхарт (Индијана)
Елкхарт (енгл. Elkhart) град је у америчкој савезној држави Индијана.

## Демографија
По попису из 2010. године број становника је 50.949, што је 925 (-1,8%) становника мање него 2000. године.
| Група             | 2000.          | 2010.          |
| Белци             | 34.655 (66,8%) | 29.565 (58,0%) |
| Афроамериканци    | 7.649 (14,7%)  | 7.862 (15,4%)  |
| Азијати           | 608 (1,2%)     | 452 (0,9%)     |
| Хиспаноамериканци | 7.678 (14,8%)  | 11.451 (22,5%) |
| Укупно            | 51.874         | 50.949         |